# 加藤琢治
加藤 琢治（かとう たくじ、1911年9月30日 - 1999年7月2日）は、日本の経営者。ニチロ社長を務めた。新潟県出身。

## 経歴・人物
1939年に京都帝国大学法学部を卒業し、1943年にニチロに入社。1966年1月に取締役に就任し。1970年1月に常務、1973年1月に専務、1974年1月に副社長を経て、1975年1月に社長に就任。1981年2月に取締役相談役を経て、1982年2月に相談役に就任。
1996年に勲三等旭日中綬章を受章。
1999年7月2日肺炎のために死去。87歳没。